# Nelson DeMille
Nelson Richard DeMille (Nova Iorque, 23 de agosto de 1943 – Mineola, 17 de setembro de 2024) foi um escritor norte-americano de romances de aventura e suspense. Seus trabalhos incluem Word of Honor (transformado em um telefilme estrelado por Don Johnson em 2003), The Charm School, The Gold Coast, Plum Island e The General's Daughter (transformado num filme com o mesmo nome estrelado por John Travolta em 1999).
DeMille também escreveu sob os pseudônimos Jack Cannon, Kurt Ladner e Brad Matthews.

## Biografia
DeMille nasceu em Jamaica (Queens), um bairro de Nova Iorque, e residiu em Garden City (Nova York), uma localidade em Long Island. Frequentou a Elmont Memorial High School em Elmont (Nova Iorque).
DeMille serviu no Exército dos Estados Unidos como primeiro tenente estando em ação na Guerra do Vietnã. Foi tenente de infantaria, e passou um ano no Vietname/Vietnã como líder de pelotão na First Cavalry Division. Foi condecorado com a Medalha do Ar, a Estrela de Bronze e a Cruz de Bravura do Vietname/Vietnã.
Depois da sua dispensa, DeMille regressou à Universidade Hofstra, onde se formou em Ciência Política e em História. Teve três filhos, Lauren, Alexander e James.
Foi membro da Mensa. Também foi membro do Authors Guild e ex-presidente do Mystery Writers of America, da International Thriller Writers e foi escolhido como Thriller Master of the Year em 2015.
Tem três doutoramentos honorários: em Letras pela Universidade Hofstra e pelo Dowling College e em Literatura pela Universidade de Long Island.

### Livros isolados
- The Quest (Força Divina) (1975, relançado em 2013[6] )